# 삼엽충아문
삼엽충아문(Trilobitomorpha)에 속한 동물은 모두 캄브리아기와 오르도비스기에 번성했다가 고생대 말기에 절멸되었다. 3,900종 이상이 이 아문에 속해 있으며, 대부분 해저에 서식하였으며 유영형도 나타났다. 체장은 3 ~ 10Cm정도의 크기가 보통이나 0.5mm정도인 소형의 플랑크톤성인 것도 있었고, 1m가 넘는 대형인 것도 있었다.